# گرابووو-کولونگه
گرابووو-کولونگه (به لهستانی:  Grabowo-Kolonie) یک روستا در لهستان است که در گمینا اوگوستوو واقع شده‌است.